# 亞納卡卡山 (瓦里區)
9°22′34″S 77°12′29″W / 9.37611°S 77.20806°W
亞納卡卡山（Yanaccacca），是秘魯的山峰，位於該國北部安卡什大區，由瓦里省的瓦里區負責管轄，屬於布蘭卡山脈的一部分，海拔高度4,200米。